# Saint-Pierre-de-Colombier
 Saint-Pierre-de-Colombier  là một xã ở tỉnh Ardèche, vùng Rhône-Alpes ở đông nam nước Pháp.